# Fernando Leopoldo de Hohenzollern-Sigmaringen
El Conde Antonio Fernando Leopoldo de Hohenzollern-Sigmaringen (también conocido como Conde de Hohenzollern-Haigerloch; 4 de diciembre de 1692 en Sigmaringen - 23 de julio de 1750 en el Palacio de Brühl) fue un noble alemán. Fue varias veces canónigo de diferentes capítulos catedralicios y primer ministro del Electorado de Colonia bajo el Elector Clemente Augusto. Desde 1702 hasta su muerte, fue el Conde reinante de Hohenzollern-Haigerloch.

## Biografía
Era hijo de Francisco Antonio de Hohenzollern-Haigerloch y su esposa Ana María Eusebia de Königsegg-Aulendorf.
En 1706, se unió al capítulo catedralicio en Colonia. Entre 1714 y 1726, también fue canónigo en Speyer. En 1725, fue elegido canónigo en Estrasburgo. En Colonia, fue corobispo de 1724 a 1727. En 1727, se convirtió en vice deán, y en 1731 deán de la catedral. En 1733, sucedió a Fernando de Plettenberg como primer ministro del Electorado de Colonia. No obstante, tuvo mucha menor influencia política que su predecesor. En 1745, votó en nombre de Colonia en la elección del emperador Francisco I.
Murió en 1750, y fue enterrado en la Catedral de Colonia. Estaba soltero y sin hijos. Fue sucedido como Conde de Hohenzollern-Haigerloch por su hermano menor Francisco Cristóbal Antonio.